# Leptorhynchos gaddisi
Leptorhynchos gaddisi es la única especie del género Leptorhynchos de dinosaurio terópodo cenagnátido que vivió a finales del período Cretácico, hace aproximadamente entre 75 a 74 millones de años durante el Campaniense, en lo que es hoy Norteamérica. Los restos fósiles de L. gaddisi han aparecido en la Formación Aguja del oeste de Texas, EE. UU..